# Форстер, Рафаэл
Рафаэ́л Фо́рстер (порт.-браз. Rafael Forster; 23 июля 1990, Сан-Жозе, Бразилия) — бразильский футболист, защитник клуба «Сан-Бернардо».

## Биография
Выступал за клуб «Гояс» из чемпионата Бразилии. 20 января 2016 года заключил двухлетнее соглашение с луганской «Зарёй».
В конце августа 2017 года стал игроком болгарского «Лудогорца».

## Характеристика
Благодаря очень хорошей левой ноге, может сыграть на позиции левого защитника, и даже на месте левого атакующего. Однако долгое время выступал на позиции центрального защитника, и именно в этом амплуа обратил на себя внимание главного тренера «Зари» Юрия Вернидуба.